# Castello di Sant'Eusanio Forconese
El Castello di Sant'Eusanio Forconese (Italiano para Castillo de Sant'Eusanio Forconese)  es un castillo de la Edad Media en Sant'Eusanio Forconese, Provincia de L'Aquila (Abruzzo), en Italia.

## Historia
El castillo tiene una estructura de muralla para dar refugio a la población en caso de peligro. La presencia de un tanque de agua sugiere que la estructura era capaz de dar refugio para periodos largos de tiempo, en contraste a otros castillos en el área.
Su posición en el medio del valle del río Aterno-Pescara, entre el castillo de Ocre, castillo de San Pio delle Camere y castillo de Barisciano, lo hizo un componente estratégico para el defensa de L'Aquila.

## Arquitectura
La muralla tiene una planta cuadrada con las paredes que conectan cinco semi-torres circulares (entre tres y cinco metros de diámetro interno) y cuatro torres cuadradas. Las paredes tienen un espesor de aproximadamente un metro y una altura que varía de cinco a siete metros. En el lado occidental de la muralla, sin defensas naturales, el castillo está protegido por un foso.
La entrada es una puerta arqueada en una torre cuadrada, cercano a la iglesia de Nuestra Señora del Castillo, celebrado cada primer domingo de August. Esta iglesia fue construida dentro del recinto en el siglo XVII-XVIII, cuándo el castillo perdió su función defensiva.